# Amiga 600
Amiga 600 är en dator som tillverkades av det amerikanska företaget Commodore. Den släpptes 1992 och är utrustad med Motorola 68000-CPU precis som dess föregångare Amiga 500, vilken den var tänkt att ersätta. Datorn gick under arbetsnamnet Amiga 300 men när det visade sig att den slutliga produkten blev dyrare än beräknat ändrades namnet till Amiga 600. Det som främst skiljer den från övriga modeller av Amiga är att den saknar numeriskt tangentbord. Amiga 600 kom i två versioner. En med inbyggd hårddisk på 20 eller 40 Mbyte och en utan inbyggd hårddisk.